# Carnesville
La ville américaine de Carnesville est le siège du comté de Franklin, dans l’État de Géorgie. Lors du recensement de 2000, sa population s’élevait à 541 habitants.

## Démographie
| 1810 | 1870 | 1880 | 1890 | 1900 | 1910 |
| ---- | ---- | ---- | ---- | ---- | ---- |
| 88   | 206  | 184  | 275  | 305  | 322  |

| 1920 | 1930 | 1940 | 1950 | 1960 | 1970 |
| ---- | ---- | ---- | ---- | ---- | ---- |
| 400  | 404  | 361  | 349  | 481  | 510  |

| 1980 | 1990 | 2000 | 2010 | - | - |
| ---- | ---- | ---- | ---- | - | - |
| 465  | 514  | 541  | 577  | - | - |

## Source
- (en) Cet article est partiellement ou en totalité issu de l’article de Wikipédia en anglais intitulé « Carnesville, Georgia » (voir la liste des auteurs).